# La divisione Cassini
La divisione Cassini (The Cassini Division, 1998) è un romanzo di fantascienza dello scrittore scozzese Ken MacLeod.
L'autore descrive un mondo che accoglie esseri umani più o meno simili a noi, e anche creature post-umane che si stanno rapidamente avvicinando ad un potere quasi divino.
(Ken Mac Leod - Solaria, luglio 2001)

## Ambientazione
La Divisione Cassini è la forza di difesa dell'umanità dagli Esterni. Siamo nel 2303, la popolazione umana ha raggiunto i trenta miliardi di individui, per lo più organizzati nell'Unione Solare. Territorio dell'Unione è la Terra e le colonie vicine: presso-Terra (un satellite di difesa entro l'orbita della Luna), Lagrange, Luna, Marte, la Cintura e Callisto.
L'Unione Solare è una struttura socialista, nata dalle ceneri della civiltà umana sopravvissuta agli eventi del secolo buio (il XXI secolo):
- la Caduta, tra il 2050 e il 2060 circa, ovvero la rovina del sistema capitalistico occidentale che ha condotto ad un'organizzazione socialista della società;
- la Morte Verde, 2089, una serie di malattie, probabilmente naturali, che hanno colpito tutte allo stesso tempo e che sono state diffuse da soldati, rifugiati e coloni. Le strutture sociali preposte alla cura dell'epidemia erano state indebolite dalla politica dei Verdi, che vennero ritenuti responsabili e giustiziati. Le città furono abbandonate e l'ideologia ecologista rinnegata;
- lo Schianto, 2098, ovvero il crollo inarrestabile della società basata sui computer elettronici: ultimo atto della guerra in corso fra le due opposte visioni di utilizzo dello spazio.

Nel 2040 fu raggiunto il massimo della prima ondata di colonizzazione dello spazio, che consisteva per lo più in coloni pionieri e forze della Difesa Terrestre, socialiste. Il secondo gruppo era apparso tra la fine dei 2050 e l'inizio dei 2060, ed era il prodotto di un deliberato abbandono della Terra da parte di tecnici, ingegneri e scienziati (e ricconi) che avevano sviluppato notevoli capacità di lancio in enclave sempre più limitate ed assediate. Avevano costituito un Movimento Spaziale, loro intenzione era la conquista delle stelle ed erano disposti a rinunciare al proprio corpo umano per raggiungere tale scopo. Rispettavano ancora le regole del sistema capitalistico.
Nei primi tempi fra i due gruppi ci fu competizione, ma non guerra aperta. Ma la situazione precipitò per il possesso delle esigue risorse: la Terra, sovrappopolata e percorsa dalla guerra, necessitava di continui aiuti; la tendenza terrestre, ovvero i primi coloni, erano disposti a fornirli gratuitamente, i post-umani, o Esterni, no. Questi ultimi decisero quindi di abbandonare il sistema interno, ma non senza un adeguato indennizzo. Depredarono la Luna di risorse minerarie, acqua e forza lavoro. I coloni lunari furono uccisi, ma non senza averne eseguito l'upload delle menti. Avrebbero utilizzato i loro stati cerebrali memorizzati e reinstallati per azionare i propri robot: molto più rapido ed economico di progettare adeguate intelligenze artificiali.
Gli esterni si posizionarono in orbita attorno a Giove. Lasciarono che le proprie menti venissero trasferite nelle macchine e per anni prosperarono. Sgretolarono dall'interno Ganimede e crearono un portale, un wormhole, per andare oltre il Sistema Solare. Sembrava che la loro forza fosse inarrestabile, quando impazzirono. Si rinchiusero nella realtà virtuale, perdendo contatto col mondo fisico. Le strutture fisiche che li contenevano furono risucchiate su Giove, da dove iniziarono a produrre un incessante flusso di virus informatici, che condusse allo Schianto sulla Terra e sulle colonie umane. Gli schiavi riuscirono a fuggire attraverso il wormhole ed a raggiungere un pianeta abitabile, Nuovo Marte, dove avrebbero ricostruito una società umana di stampo capitalista.
Nella società anarco-socialista dell'Unione Solare nessuno può dire agli altri cosa fare. Ognuno è libero di raggiungere il proprio bene, finché non limita la libertà ed il benessere degli altri; ma sta agli altri vigilare, non ad uno Stato. Gli organi di comando dell'Unione, principalmente il Consiglio Solare, sono elettivi, con il compito di dirigere le risorse principali, in modo che tutti possano usufruirne, e di stabilire la linea di difesa dell'Unione. Ogni altra decisione è lasciata a consigli regionali o locali. L'adesione alla Divisione Cassini è volontaria. La figura di un capitano è riconosciuta nel raggiungimento di finalità precise; ogni decisione è presa a maggioranza e approvata anche dal Consiglio Solare.

## Trama
Protagonista del racconto è Ellen May Ngwethu (Ngwethu è un soprannome e significa Libertà), un membro della Commissione di Comando della Divisione Cassini. Ellen May ha 262 anni, grazie alle nanomacchine che le scorrono in corpo e riparano ogni effetto dell'invecchiamento. Sebbene Ellen sia un membro di quello che in termini odierni definiremmo lo Stato Maggiore, è chiamata in prima persona a mettere in pratica le proposte che ha avanzato. C'è la possibilità di mettere la parola fine alla lunga guerra con gli Esterni. La Divisione Cassini, di stanza su Callisto, ha dirottato un treno di comete dalla Fascia di Kuiper perché impattino su Giove e cancellino quanto resta degli Esterni. Perché gli Esterni non possano più rappresentare una minaccia è necessario percorrere il wormhole per scoprire se su Nuovo Marte esiste anche la più remota capacità di riportati in attività e, nel caso, impedirla. Ma, anche la semplice navigazione attraverso il wormhole richiede una capacità che supera quella dell'Unione. Compito di Ellen è quindi quello di rintracciare Sam Malley, lo scienziato che ha scoperto la Teoria del Tutto che ha permesso l'apertura del wormhole. L'impresa riesce, con i suoi imprevisti, e Malley si dice disposto a collaborare, ma pone una condizione: che ci si accerti che i gioviani siano un reale pericolo per l'umanità, ovvero che non abbiamo sviluppato una cultura autonoma con cui poter interagire e raggiungere un accordo. Si dà il caso che sia proprio questo che stia accadendo nella densa atmosfera del gigante gassoso e il primo contatto porta ad una certa sorpresa. Anche nella Divisione si avvertono le prime defezioni dal piano originario.
Sono i gioviani stessi, nel corso degli scambi, a fornire la traiettoria per percorrere il wormhole ed a permettere alla Bellezza Terribile, comandata da Ellen, di raggiungere Nuovo Marte. Su Nuovo Marte trovano uomini e macchine senzienti, ma nessuna traccia dei temuti Esterni. Il clima è ben lontano dal senso di assedio diffuso nell'Unione e gli autoctoni sono assai più disposti a rischiare un contatto commerciale con i gioviani. Percorrere a loro volta il wormhole, il contatto si risolve in un mortale pericolo. All'interno della società gioviana in rapida evoluzione, alcune forme aggressive hanno preso il sopravvento e si avventano sui commercianti male organizzati. Solo l'intervento della Bellezza Terribile salva la situazione.

## Edizioni
- Ken MacLeod, The Cassini Division, 1998.
- Ken MacLeod, La divisione Cassini, traduzione di Elisa Villa, collana Solaria (collana), Fanucci, 2001,  p. 340.